# United Football League (2024)
Ne doit pas être confondu avec United Football League (2007-2012).
L'United Football League (UFL) est une ligue mineure professionnelle de football américain créée le 31 décembre 2023 à la suite de la fusion entre deux autres ligues mineures, la XFL et l'USFL.
Il s'agit d'une ligue de printemps dont le calendrier (mars à juin) est décalé par rapport à celui de la prestigieuse National Football League (NFL),
La saison régulière 2024 doit débuter le 30 mars pour se terminer le 2 juin, la série éliminatoire étant prévue du 8 au 16 juin. Elle doit mettre en présence huit équipes issues des deux ligues précitées lesquelles sont concentrées dans le Midwest et le Sud des États-Unis.
Les équipes de cette ligue sont la propriété de la Fox Corporation (50 %), Dany Garcia, Dwayne Johnson et de la RedBird Capital Partners (50 %). L'ensemble est géré par la société Alpha Acquico de Dwayne Johnson et la Fox Corporation.

## Histoire
En septembre 2023, le site journalistique Axios relate que la XFL est en négociations avancées avec l'USFL pour fusionner les deux ligues avant le début de leurs saisons 2024 respectives, ce qui est confirmé par ces deux ligues le 28 septembre 2023, tout en précisant que les détails autour de la fusion seront dévoilés plus tard. En octobre 2023, la XFL enregistre officiellement la marque déposée  « United Football League » et le 30 novembre 2023, Dany Garcia (actionnaire majoritaire de la XFL) annonce sur sa page Instagram que les ligues ont reçus les autorisations nécessaires à la fusion et que les plans pour une « saison combinée » débutant le 30 mars 2024 sont en train d'être finalisés.
La fusion est annoncée officiellement sur la chaîne Fox le 31 décembre 2023, les huit équipes composant la nouvelle ligue étant annoncées le lendemain, transformant les deux ligues en conférences distinctes.

### Saison 2024
La saison 2024 de l'UFL a débuté le 30 mars 2024 par un match entre les champions 2003 de la XFL, les Renegades d'Arlington et de l'USFL, les Birmingham Stallions. Elle s'est terminé le 16 juin à Saint-Louis, par la finale remportée 25 à 0 par les Stallions de Birmingham sur les Brahmas de San Antonio.
L'UFL a dépassé les attentes internes pour la saison 2024. Eric Shanks, directeur de Fox Sports, a déclaré que, même si la ligue perdait encore de l'argent, elle était en avance sur les prévisions en termes d'autofinancement. L'audience télévisée a considérablement augmenté par rapport à la saison précédente, les ligues étant séparées, tandis que les ventes de billets ont diminué dans la plupart des villes, ce qui a incité les propriétaires de la ligue à réorienter leurs investissements vers les équipes locales de vente de billets.

### Saison 2025
La saison 2025 de l'UFL a débuté le 28 mars 2025 et s'est conclue par la finale jouée le 14 juin à Saint-Louis, gagnée 58 à 34 par les DC Defenders lesquels ont battu les Michigan Panthers.
En novembre 2024, l'UFL avait annoncé le lancement officiel d'un processus d'expansion des équipes et l'ouverture d'un dialogue ouvert avec les marchés potentiels intéressés par le football professionnel de printemps,,. Dans une interview accordée à Randy Karraker avant la finale de l'UFL 2025, Brandon Russ (CEO de l'UFL) a indiqué que la ligue était parvenue à un stade de rentabilité et que les joueurs, les agents et les entraîneurs avaient désormais suffisamment confiance en elle pour éviter tout risque d'échec à court terme, garantissant ainsi la tenue de la saison 2026 de l'UFL.

## Équipes
Quatre équipes sont issues de la XFL et trois de l'USFL. Basée à Houston, la huitième équipe, les Roughnecks de Houston, est une fusion des deux équipes basées précédemment à Houston, les Roughnecks (en) de la XFL et les Gamblers de Houston de l'USFL, Houston conservant la marque déposée des Roughnecks ainsi que les droits sur les joueurs et l'encadrement des Gamblers.

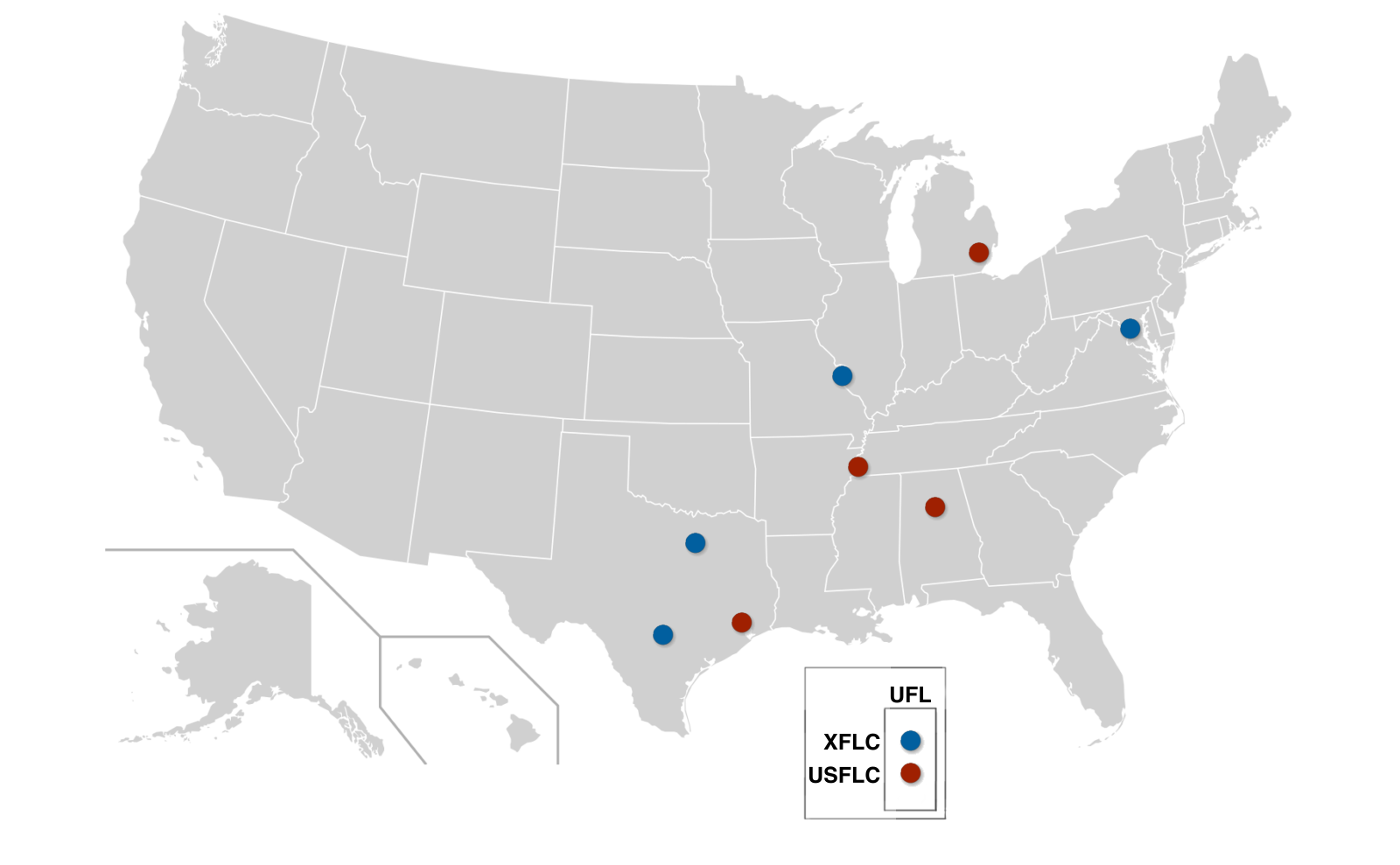

| Conférence USFL            |                       |                              |        |      |                     |
| Stallions de Birmingham    | Birmingham, Alabama   | Protective Stadium           | 47 100 | 2022 | Skip Holtz (en)     |
| Roughnecks de Houston      | Houston, Texas        | Rice Stadium                 | 47 000 | 2022 | Curtis Johnson (en) |
| Showboats de Memphis       | Memphis, Tennessee    | Simmons Bank Liberty Stadium | 58 325 | 2023 | John DeFilippo (en) |
| Panthers du Michigan       | Détroit, Michigan     | Ford Field                   | 65 000 | 2022 | Mike Nolan (en)     |
| Conférence XFL             |                       |                              |        |      |                     |
| Renegades d'Arlington      | Arlington, Texas      | Choctaw Stadium              | 25 000 | 2020 | Bob Stoops (en)     |
| Defenders de D.C.          | Washington, D.C.      | Audi Field                   | 20 000 | 2020 | Reggie Barlow (en)  |
| Brahmas de San Antonio     | San Antonio, Texas    | Alamodome                    | 64 000 | 2023 | Wade Phillips       |
| Battlehawks de Saint-Louis | Saint-Louis, Missouri | The Dome at America's Center | 67 277 | 2020 | Anthony Becht       |

## Palmarès
| Date         | Vainqueurs              | Score   | Finalistes             | Stades                       | Lieu               | MVP                  | Assistance | TV          | Spectateurs  |
| ------------ | ----------------------- | ------- | ---------------------- | ---------------------------- | ------------------ | -------------------- | ---------- | ----------- | ------------ |
| 16 juin 2024 | Stallions de Birmingham | 25 - 0  | Brahmas de San Antonio | The Dome at America's Center | St-Louis, Missouri | Adrian Martinez (en) | 27 396     | Fox Sports  | 1,60 million |
| 14 juin 2025 | DC Defenders            | 58 - 34 | Panthers du Michigan   | The Dome at America's Center | St-Louis, Missouri | Jordan Ta'amu (en)   | 14 559     | ESPN on ABC | 0,98 million |

## Droits télévisés
Aux États-Unis, les droits de télévision sont détenus par Fox Sports et ESPN, qui reprennent respectivement leurs droits de diffusion des ligues USFL et XFL. La société mère de Fox Sports, Fox Corporation, détenait la propriété de l'USFL et conserve le contrôle partiel de la nouvelle ligue. NBC Sports, qui avait également diffusé des matchs de l'USFL en 2022 et 2023, a résilié son contrat un an avant son expiration, invoquant une augmentation des conflits d'horaire. La couverture d'ESPN fait partie d'un accord de cinq ans signé avec la XFL en 2023.